# X Sagittae
X Sagittae är en halvregelbunden variabel av SRA-typ i stjärnbilden Pilen. 
Stjärnan varierar mellan visuell magnitud +8,05 och 8,85 med en period av 196 dygn.